# Pascal Couchepin
Pascal Couchepin (ur. 5 kwietnia 1942) – szwajcarski polityk, prezydent Szwajcarii w 2003] i w 2008 roku.

## Życiorys
Został wybrany do Szwajcarskiej Rady Związkowej 11 marca 1999 roku z ramienia Demokratycznej Partii Wolności i francuskojęzycznego kantonu Valais. W latach 1998–2001 kierował federalnym departamentem spraw ekonomicznych, a w roku 2003 departamentem spraw wewnętrznych. Od 1 stycznia do 31 grudnia 2003 roku pełnił funkcję przewodniczącego Rady Związkowej (prezydenta Szwajcarii). W 2007 objął funkcję wiceprzewodniczącego Rady Związkowej (wiceprezydenta). W 2008 roku ponownie objął urząd prezydenta Konfederacji Szwajcarskiej.
12 czerwca 2009 ogłosił swoją rezygnację ze stanowiska członka Szwajcarskiej Rady Związkowej z dniem 31 października 2009. 16 września 2009 jego następcą został wybrany Didier Burkhalter, który objął urząd 1 listopada 2009.